# Where I'm Coming From
Where I'm Coming From è un album di Stevie Wonder, pubblicato dalla Motown nel 1971.

## Tracce
1. Look Around – 2:45
2. Do Yourself a Favor – 6:10
3. Think of Me as Your Soldier – 3:37
4. Something Out of the Blue – 2:59
5. If You Really Love Me – 3:00
6. I Wanna Talk to You – 5:18
7. Take up a Course in Happiness – 3:11
8. Never Dreamed You'd Leave in Summer – 2:53
9. Sunshine in Their Eyes – 6:58